# REN TV
REN-TV (en ruso: РЕН-ТВ) es uno de los mayores canales privados de televisión federal de Rusia. Fundada por Irena Lesnevskaya y su hijo, Dmitry Lesnevsky, que había estado funcionando REN TV como una casa de producción para otros canales de televisión nacional rusa, que ha transmitido desde el 1 de enero de 1997. Su público objetivo es un joven trabajador de la ciudad de mediana edad. Aunque se centra principalmente en la audiencia en el 18-45 demográficos, REN ofrece una programación para una amplia variedad de datos demográficos, ya que el visor de destino tiene una familia y respeta los valores familiares. El canal ha ganado 13 premios TEFIs presentado por la Academia de la Televisión Rusa.
REN TV es un mosaico de 406 empresas de radiodifusión independiente en Rusia y la CEI. REN señal es recibida en 718 pueblos y ciudades de Rusia, desde Kaliningrado en el oeste de Yuzhno-Sakhalinsk en el Este. Cuenta con una audiencia potencial de 113,5 millones de espectadores (oficialmente 120 millones de personas) con más de 12 millones de ellos viven en la ciudad de Moscú y Moscú Oblast (Región de Moscú). REN TV trabaja con 10 filiales organismo de radiodifusión y 19 operadores de cable en la CEI y los países bálticos; 181 ciudades puede recibir la señal REN TV.
Por muchos grupos oposición política REN TV es considerado como "uno de los últimos bastiones de la libertad de prensa" en Rusia. Es el único canal hasta a fecha, que abarca las reuniones de los grupos socialistas y liberales y se las entrevistas de los líderes de la franja política

## Ren TV - una de las más grandes emisoras nacionales rusos
la cadena de televisión REN incluye 1.137 empresas terrestres y por cable independientes en Rusia, la CEI y los países bálticos. El REN TV señal de hacerse cargo de los asentamientos 1200.
En el territorio de la radiodifusión de televisión rusa REN se realiza desde Kaliningrado, en el oeste de Petropávlovsk de Kamchatka, en el este, desde Arcángel en el norte hasta el sur de Simferopol.
En el canal REN TV en Rusia que se incluya en su conjunto 15,1 millones al día. Pers. (Lo que representa el 22,2% de la población total de Rusia a partir de 4 años y mayores) *. 
* De acuerdo con TNS Rusia, Rusia (ciudades con una población de 100 000 +), 01.01.2014-31.08.2014 audiencia Todo 4+.
REN transmisiones de televisión en todas las ciudades de más de 1 millón de personas: Moscú, San Petersburgo, Nizhni Nóvgorod, Samara, Ekaterimburgo, Kazán, Krasnoyarsk, Vorónezh, Rostov del Don, Omsk, Cheliábinsk, Ufa, Novosibirsk, Perm, Volgogrado.
Hoy en día, nuestra red - los más famosos emisoras regionales.
A través de los años de trabajo conjunto que hemos sido capaces de preservar y mejorar los resultados de nuestro trabajo diario y poner en práctica los planes más ambiciosos. El desarrollo progresivo y la implementación de nuevos proyectos conjuntos - una de las direcciones principales de nuestra actividad en el futuro.
.
 http://ren.tv
- Datos: Q1479649
- Multimedia: REN TV / Q1479649